# Coro Musicanova
Il Coro Musicanova è un coro polifonico con sede a Roma, fondato nel 1999 da Fabrizio Barchi.

## Storia e curriculum
Sin dai suoi esordi concertistici, che risalgono al 1990, sotto il nome di Corale San Filippo, il coro Musicanova ha dedicato particolare attenzione alla esecuzione di musica contemporanea; sull'esempio di paesi europei con tradizioni corali molto radicate, il gruppo ha stretto frequenti collaborazioni con diversi autori creando una virtuosa sinergia tra compositore ed esecutori. È con questi intenti che nasce il CD “Haec dies”, primo progetto discografico in Italia a raccogliere 12 brani inediti, scritti da vari compositori italiani per il coro Musicanova (Edizioni Erreffe - 2001). Tra le varie collaborazioni realizzate vi è la partecipazione alla messa celebrata nella Basilica di San Pietro nel 2014 per Nostra Signora di Guadalupe, animata dalla Misa Criolla di Ariel Ramirez, e nel 2016 il Musicanova ha preso parte all'evento Music For Mercy in compagnia di Andrea Bocelli, Carly Paoli e tanti altri ospiti.
Oltre alla normale programmazione concertistica, che ha portato il gruppo ad esibirsi in molte regioni italiane, il Coro Musicanova, aderendo ai suoi principi associativi, è molto impegnato sul fronte della diffusione della coralità tra i giovani realizzando collaborazioni con varie scuole romane dalle quali provengono la maggior parte dei suoi cantori. Nell'associazione omonima prendono parte anche due cori dei licei Primo Levi ed Enriques, il coro giovanile Iride, il femminile Eos e due cori di voci bianche, il Primavera e il Notine, aggiuntisi nel 2016.

## Riconoscimenti
Il Coro Musicanova ha ottenuto numerosi riconoscimenti, tra i quali:
- 46º Florilège Vocal de Tours 2017: Gran Premio.
- Concorso Internazionale Polifonico di Varna "Prof. Georgi Dimitrov" 2016: Premio per la migliore presenza sul palco.

- 53º Concorso Internazionale di canto corale "C. A. Seghizzi" di Gorizia 2014: 1º premio nella categoria rinascimentale, 1º premio nella categoria barocca, 3º premio nella categoria contemporanea, 2º premio nella categoria spiritual, Premio per il miglior coro a voci miste, Premio per il maggior punteggio assoluto, Premio per il miglior programma artistico, Premio per il miglior brano al "Gloria" della Missa Papae Marcelli, 2 premio assoluto al Gran Premio Finale.
- XXIX Concorso Polifonico Nazionale Guido D'Arezzo 2012: 2º premio.
- LX Concorso Polifonico Internazionale Guido D'Arezzo 2012: 4º premio sezioni 2 e 3 (Gruppi vocali e cori), 1º Premio sezione 5 (Sezione per periodi storici, periodo Rinascimentale).
- XLV Concorso Corale Nazionale “Trofei città di Vittorio Veneto 2011: 1º premio Cat. B canto polifonico, 2º premio Cat. D cori giovanili e Gran Premio Efrem Casagrande.
- 7º Concorso Internazionale di "Miltenberg", Germania 2008: 1º premio categoria A programma storico; 3º premio categoria musica popolare e arrangiamenti corali di musica pop-jazz; Premio speciale per la migliore esecuzione del pezzo d'obbligo "Virga Jesse" di A.Bruckner.
- 46º Concorso Internazionale di canto corale "C. A. Seghizzi" di Gorizia 2007: 1º premio categoria musica popolare e canti tradizionali e premio speciale del pubblico; 2º premio categoria musica policorale; 2º premio categoria arrangiamenti corali di musica pop-jazz; 3º premio categoria polifonia - programma storico; Premio FENIARCO per il miglior coro italiano.
- LII Concorso Internazionale di canto corale di Cork (Irlanda), 2006: 3º premio
- III Gran Premio Nazionale "F. Marcacci" di Montorio al Vomano (TE): 1º premio
- LIII Concorso Internazionale di Arezzo, 2005: 1º premio categoria B/C (rinascimento, barocco); 1º premio del Festival Corale Internazionale di Canto Popolare; 3º premio sezione "polifonia"
- XXII Concorso Nazionale di Arezzo, 2005: 2º premio
- VIII Concorso Internazionale di Marktoberdorf, 2003: 3º premio categoria cori misti
- XXXVIII Concorso Nazionale di Vittorio Veneto, 2003: 1º premio sezione "programma progetto"; 2º premio sezione"polifonia"
- VI Concorso Internazionale di Maribor, 2002: 3º premio al Grand Prix
- V Concorso Corale Regionale Città di Rieti, 2001: 1º premio sezione canto gregoriano (sezione femminile); 2º premio sezione canto gregoriano (sezione maschile); 3º premio sezione spiritual (sezione maschile); 2º premio (1° non assegnato) sezione contemporanea (sezione femminile); 3º premio sezione contemporanea (sezione maschile); 2º premio (1° non assegnato) sezione musica antica (sezione femminile); 3º premio sezione musica antica (sezione maschile); Gran Premio Città di Rieti (sezione femminile)
- XXX Concorso Internazionale di Tours, 2001: 3º premio sezione "Programma Libero"
- XXIX Concorso Internazionale "Seghizzi" di Gorizia, 2000: 1º premio sezione pop/jazz; 1º premio sezione canto popolare; premio "Nuova Musica" per brano inedito di autore vivente; premio FENIARCO quale miglior coro italiano dell'edizione; premio programma musicale di maggior interesse artistico
- XX Concorso Nazionale di Vallecorsa (FR), 1999: 1º premio sezione canto gregoriano; 2º premio (1° non assegnato) sezione polifonia
- V Concorso Nazionale “Premio Mutterle”, 1999: 2º premio (1° non assegnato) sezione polifonia
- I Concorso Corale Regionale Città di Rieti, 1998: 1º premio sezione rinascimento; Gran Premio Città di Rieti
- IV Concorso Nazionale di S. Severo (FG), 1997: 1º premio nella categoria voci miste; 1º premio ex aequo sezione canto popolare; diapason d'oro quale miglior coro dell'edizione 1997
- III Concorso Corale Regionale di Vallecorsa, 1996: 1º premio sezione polifonia

Obiettivo di rilievo per il gruppo è la realizzazione di eventi frutto dell'incontro fra musica e teatro: in particolare il coro Musicanova ha presentato in questi anni “Roma che in…canta”, spettacolo che ha ottenuto importanti riconoscimenti tra i quali il 1º premio al Concorso Internazionale “Seghizzi” di Gorizia (2007, 2000) e il 1º premio al Festival Internazionale di Canto popolare nell'ambito della LIII edizione del Concorso Internazionale Polifonico Guido d'Arezzo (2005), riconoscimento mai assegnato ad un coro italiano nelle precedenti edizioni.

## Concerti e tournée
L'attività concertistica ha portato spesso il coro Musicanova a confrontarsi anche con realtà di altri paesi europei: di particolare rilievo i tour in Francia, Danimarca, Finlandia, Grecia, Svezia e i premi ottenuti in alcuni fra i più importanti Concorsi corali internazionali - Tours (Francia), Maribor (Slovenia), Marktoberdorf (Germania), Cork (Irlanda). Oltre all'attività concertistica che il gruppo svolge sia in Italia che all'estero, si evidenziano le partecipazioni alle più importanti manifestazioni corali nazionali ed internazionali come nel 2010 la prestigiosa Rassegna internazionale di canto corale di Mel dove il Musicanova ha ottenuto importanti risultati.

## Discografia
La discografia del coro Musicanova comprende vari titoli tra i quali si sottolineano le collaborazioni alle produzioni dei musicisti Ennio Morricone, Leo Brouwer e Marco Frisina, e dei cantanti Mina (“Dalla terra”), Andrea Bocelli (“Sogno”) e Angelo Branduardi (“L'infinitamente piccolo”); completano la discografia del coro il CD d'esordio “Deveribest”, la “Misa Andina” del compositore peruviano Nunes Allauca, e gli “Haiku”, testi giapponesi musicati per coro e strumenti da Carlo Franci (Edizioni Giadamaster – 2004). Punta di diamante il cd Whiteinblack, pubblicato nel 2006, che contiene la Messa Jazz di Steve Dobrogosz e spiritual di apprezzati autori contemporanei. Al 2009 invece corrisponde l'uscita di In Concerto (Polifonia Antica), cd contenente alcuni tra i più famosi ed indubbiamente superbi brani di Polifonia antica, tutti registrati in presa diretta nell'arco di alcuni anni di concerti del coro.
A Natale 2011 il Coro Musicanova, in collaborazione con il Coro Eos, ha pubblicato il cd Singing Christmas, raccolta di brani dal tema natalizio dal rinascimento ai giorni nostri.
Il coro Musicanova, iscritto all'Arcl, Associazione Regionale Cori del Lazio, ha ricoperto nel 2005-2006 l'incarico di Corale della Basilica di S. Paolo fuori le mura.